# Sertânia
Sertânia este un oraș în Pernambuco (PE), Brazilia.